# 韦翙
韦翙（？—？），字子羽，京兆郡杜陵县（今陕西省西安市）人，出自京兆韦氏东眷，南陈官员。

## 生平
韦翙年幼就有志气操行，二十岁左右父亲韦向去世，守丧十分悲伤以致身体受损，韦翙抚养母亲和去世兄弟的儿子以仁义孝顺著称。陈霸先担任南徐州刺史时，征召韦翙为征北参军。绍泰元年，韦翙的族兄韦载抵抗周文育的军队，陈霸先派遣韦翙携带书信告诉韦载杀王僧辩的道理，并奉梁敬帝萧方智的命令，命令韦载停战。十月丁丑（555年11月29日），韦载和杜龛都投降了，陈霸先对待韦载很优厚，随即任命韦翙监理义兴郡太守。永定元年（557年），韦翙被授任贞毅将军、步兵校尉，升任骁骑将军，兼任朱衣直阁。骁骑将军的职务原本是率领军营中的士兵，兼任统领皇宫中的值宿的警卫，自南梁之后，骁骑将军的职务更加重要，皇帝从宫中出行时负责羽饰旌旗，进入皇宫则和二卫共同值班，皇帝不坐正殿来到殿前时则要上殿左右侍奉。韦翽一直有名望，皇帝每遇大事总是命令他在左右侍奉，当时的人们以此为荣，给他起了一个称号叫“侠御将军”。韦翙不久外任为宣城郡太守。天嘉二年（561年），韦翙因参与平定王琳有功，封清源县侯，食邑二百户。太建年间，韦翙在任内去世，朝廷赠予明霍罗三州刺史。

## 家庭

### 祖父
- 韦爱，南梁辅国将军

### 父亲
- ，南梁汝阴郡太守

### 儿子
- 韦宏，字德礼，有文学才能，历任官职做到至永嘉王府谘议参军，南陈灭亡后进入隋朝[6]